# Genius und Hydra
Die Skulptur Genius und Hydra ist ein Denkmal des Düsseldorfer Künstlers Zoltan Székessy, welches am 20. September 1959 in Herne-Mitte von Oberbürgermeister Robert Brauner eingeweiht wurde. Das Denkmal befindet sich auf der Grünanlage vor dem Gebäude der Bundesagentur für Arbeit an der Bebelstraße.

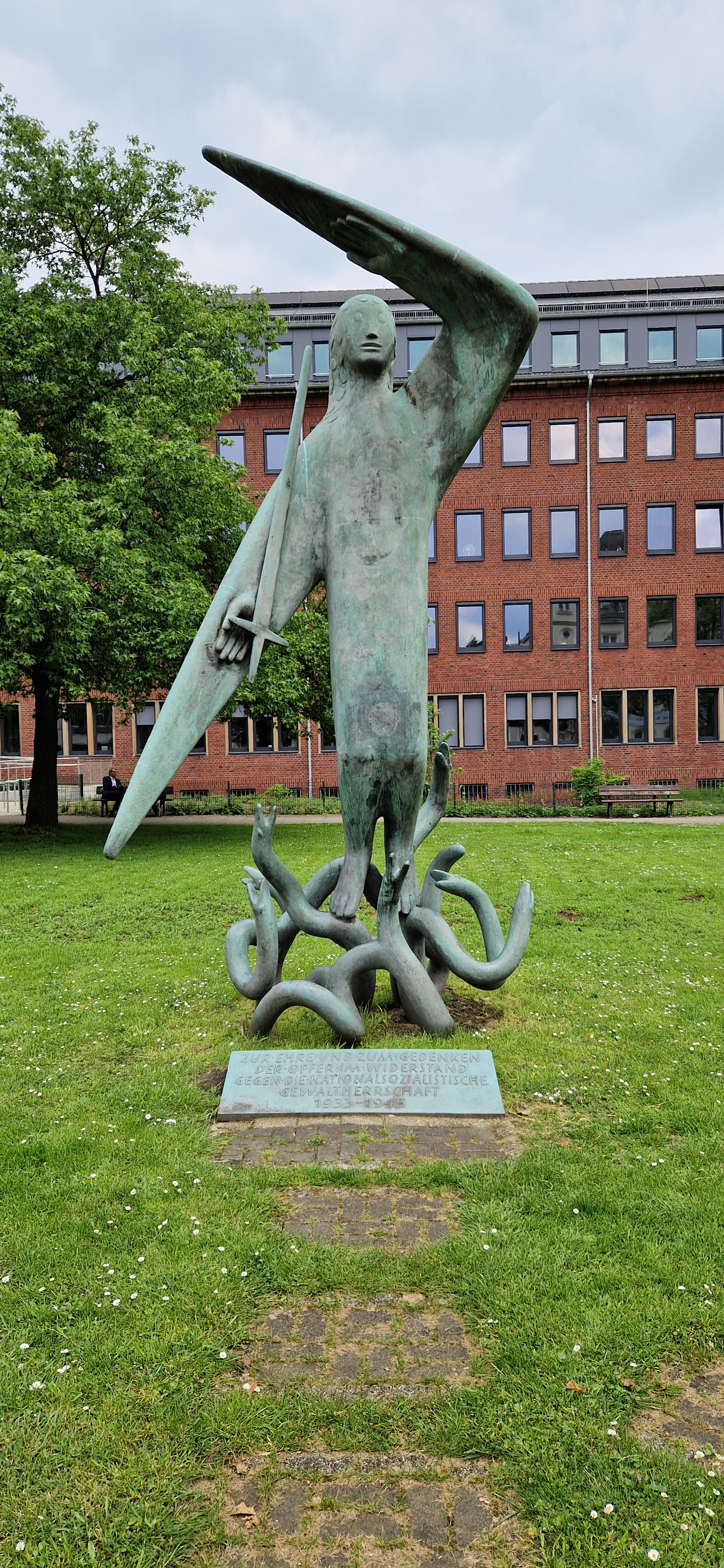
Vorderansicht

Die 5,60 m hohe und 1,3 Tonnen schwere Bronzeskulptur zum Gedenken an die Opfer nationalsozialistischer Verfolgung stellt den Genius des Guten mit Blitz, Schwert und Flügeln anstelle von Armen dar, der über die vielköpfige, züngelnde Hydra als Symbol des Bösen siegt.

## Deutung
Székessy „suchte ein Thema, das entgegen dem Aktuellen, dem Kurzlebigen, einige Dauer hat. […] So wählte [er] also das sich durch die ganze Kunst der Menschengeschichte hinziehende Symbol des Überwinders des Bösen. […] Für den Ausdruck und die Gestaltung des Guten wählte [er] etwas wie die Form eines Blitzes, der die Bösen strafend, zugleich die Guten schützend, oben zu schweben scheint über eine Art von Unwesen, bestehend aus etwas wie einer sich windenden, aus vielen Köpfen züngelnden Hydra. […] Die Tiergestalt oder die Tierandeutung der Hydra ist auch nichts mehr als ein gewiß allgemein verständliches Symbol des Bösen. […] Um auch vom gewählten Material her, der Bronze, größtmögliche Wirkung zu sichern, suchte [er] eine bewegte, von allen Seiten klare sprechende Silhouette. Das Mahnmal soll so aufgestellt werden, daß es für den Besucher zugänglich ist. Eine gärtnerische Ausgestaltung der Umgebung ist vorgesehen.“
Das Gedenken an die getöteten Menschen nationalsozialistischer Verfolgung soll durch „Genius und Hydra“ erfolgen und ein Weckruf an zukünftige Generationen sein, dass sich diese Umstände nie mehr wieder wiederholen sollen. „Das zu verhindern, rufen wir alle auf, die das Leben als ein köstliches Geschenk des großen Schöpfers ansehen. Der Genius der Freiheit soll für alle Zeiten über Gewalt und Bosheit triumphieren auf der Grundlage echter Humanität, echter geistiger und politischer Auseinandersetzung“, führte OB Brauner im Jahr 1959 bei der Einweihung des Mahnmals aus.

## Einweihung
Oberbürgermeister Robert Brauner weihte am 20. September 1959 das Mahnmal ein, bestehend aus der Skulptur des Genius und der Hydra und einer Gedenktafel mit folgendem Wortlaut: 

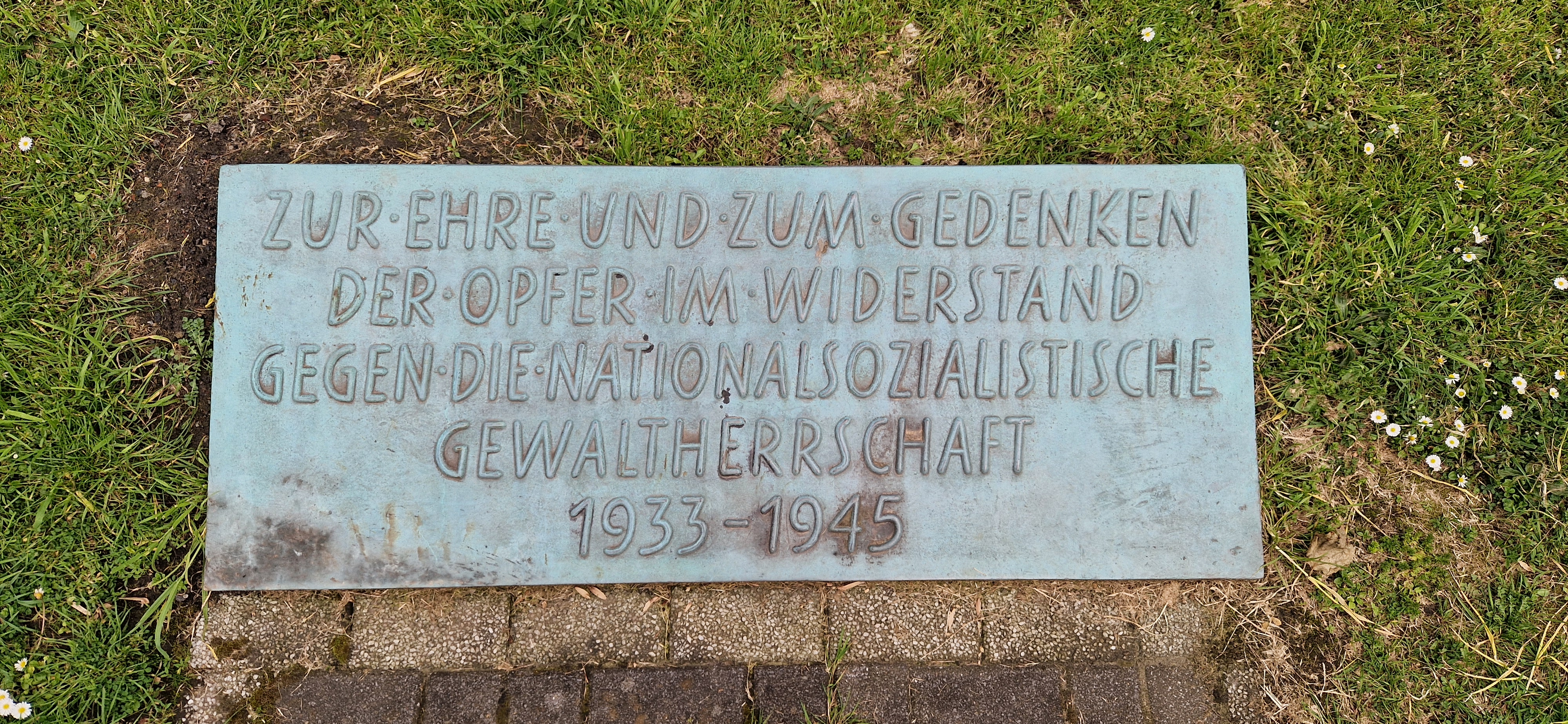
Gedenktafel zur Einweihung

ZUR EHRE UND ZUM GEDENKEN / DER OPFER IM WIDERSTAND / GEGEN DIE NATIOALSOZIALISTISCHE / GEWALTHERRSCHAFT / 1933–1945      
„Uns und unserem Menschsein sind wir es schuldig, uns immer wieder jener grausigen Taten zu erinnern. Wir müssen uns daran erinnern, wie Recht und Sitte gebrochen, die Freiheit der Person und des Geistes in Fesseln geschlagen und blutiger Kult um den sogenannten Führer getrieben wurden. […] Jedem einzelnen unter uns muß klar werden, wohin es führt, wenn ein Volk blindlings vertraut“, appellierte Brauner, der als Sozialdemokrat selber von der Verfolgung durch die Nationalsozialisten betroffen war. „Gleichwie der dargestellte Genius über der Hydra, so solle das Gute über das Böse triumphieren. Das Schwert aber verachte der nicht, der die Freiheit verteidigen will.“
Begleitet wurde die Veranstaltung vom Herner Männerchor und einer Ricarda-Huch-Rezitation einer Folkwangschülerin.
Teilnehmer an der Einweihungsfeier waren neben dem Oberbürgermeister auch Vertreter des Stadtrates und der Verwaltung, der Gewerkschaften, der VVN-Kreisvereinigung, der politischen Parteien, der evangelischen und katholischen Kirche und der jüdischen Gemeinde.

## Erweiterung des Denkmals
Nach einem Anstoß der Herner Friedensinitiative wurde unter Oberbürgermeister Wolfgang Becker das bestehende Denkmal am 3. Mai 2002 um eine zusätzliche Gedenktafel erweitert. Die Tafel soll an die Zwangsarbeiter im Zweiten Weltkrieg erinnern und trägt den Text:

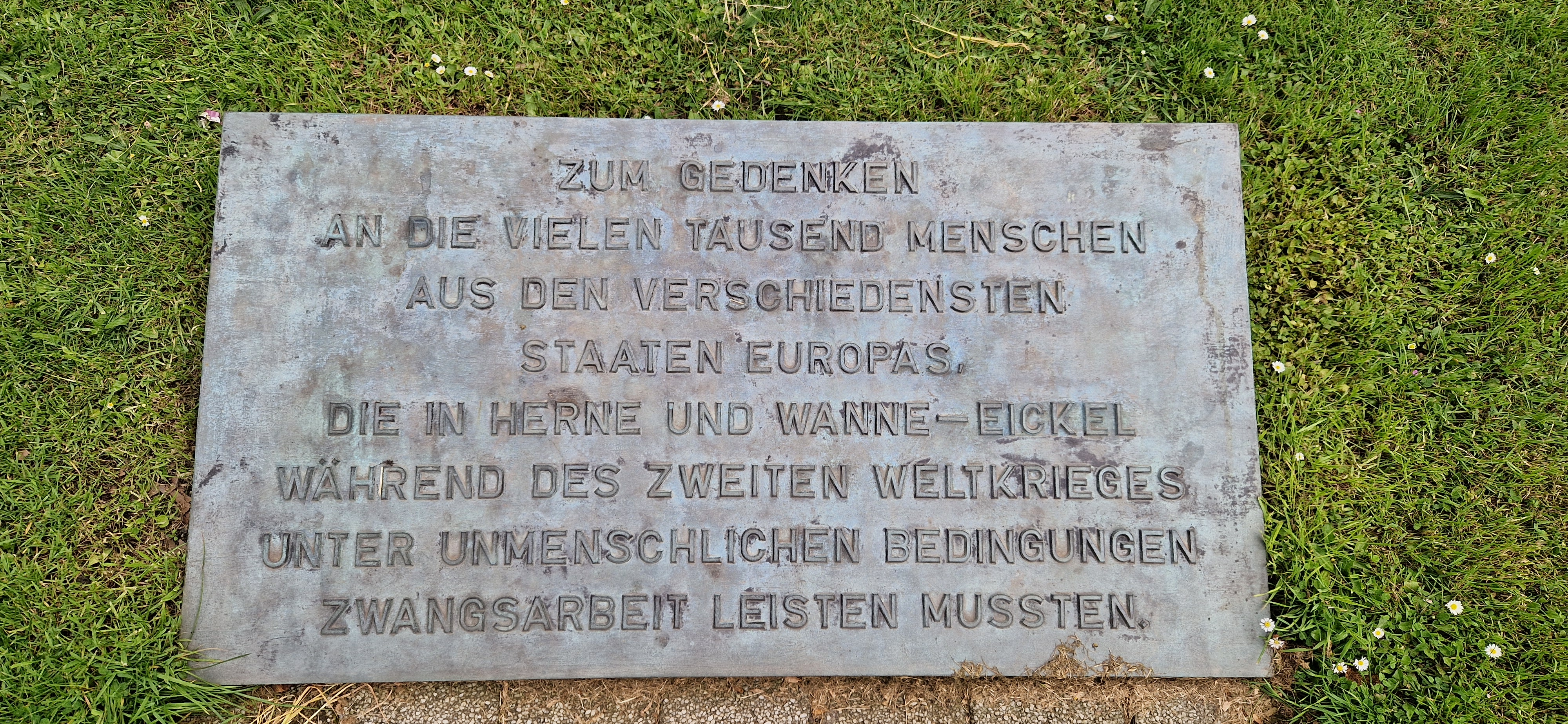
2002 hinzugefügte Gedenktafel

 ZUM GEDENKEN / AN DIE VIELEN TAUSEND MENSCHEN / AUS DEN VERSCHIEDENSTEN STAATEN EUROPAS, / DIE IN HERNE UND WANNE–EICKEL / WÄHREND DES ZWEITEN WELTKRIEGS / UNTER UNMENSCHLICHEN BEDINGUNGEN / ZWANGSARBEIT LEISTEN MUSSTEN.

## Restaurierung
Wegen Sturmschäden musste „Genius und Hydra“ im Februar 2002 restauriert werden. Eine Halterung im Inneren war gebrochen und das Denkmal umgestürzt. Eine Duisburger Werkstatt um den Restaurator Martin Kaufmann übernahm die Instandsetzung. Die Skulptur wurde in diesem Zusammenhang mit einem Edelstahlbolzen mit dem Sockel verbunden. Neben der Reparatur nahm die Werkstatt auch eine Reinigung vor und konservierte die Figur mit Wachs. Die Maßnahmen kosteten die Stadt Herne rund 20.000 €. Am 2. Mai 2002 wurde das Mahnmal wieder an seinem vorherigen Platz aufgestellt.

## Veranstaltungen
Jedes Jahr am 27. Januar – dem Tag der Befreiung des Konzentrationslagers Auschwitz – wird am Mahnmal der Opfer des Nationalsozialismus vor dem Denkmal gedacht.
Weitere zu erwähnende Veranstaltungen in der Vergangenheit waren die Gedenkstunde anlässlich des 25. Jahrestages des Zusammenbruchs des Hitler-Regimes im Jahr 1970, das Gedenken im Jahr 1979, in dem sich der Ausbruch des Zweiten Weltkrieges zum 40. Mal jährte, der 35. Jahrestag zum Ende der Nazi-Herrschaft im Jahr 1980 sowie der 60. Jahrestag des Denkmals „Genius und Hydras“ im Jahr 2019.